# Менаџмент случаја
Менаџмент случаја је скуп метода, техника и вештина помоћу којих социјални радник процењује потребе клијента и породице, организује мрежу сервиса и услуга које на најадекватнији начин одговарају клијентовим вишеструким потребама. Социјални радник такође координира процес, врши мониторинг, евалуира и заступа интересе клијента. Зато је то процес оријентисан ка кориснику који се заснива на комплементарности различитих методолошких приступа социјалном раду, првенствено коришћењем мреже услуга и сервиса.